# Opactwo Cystersów w Jemielnicy

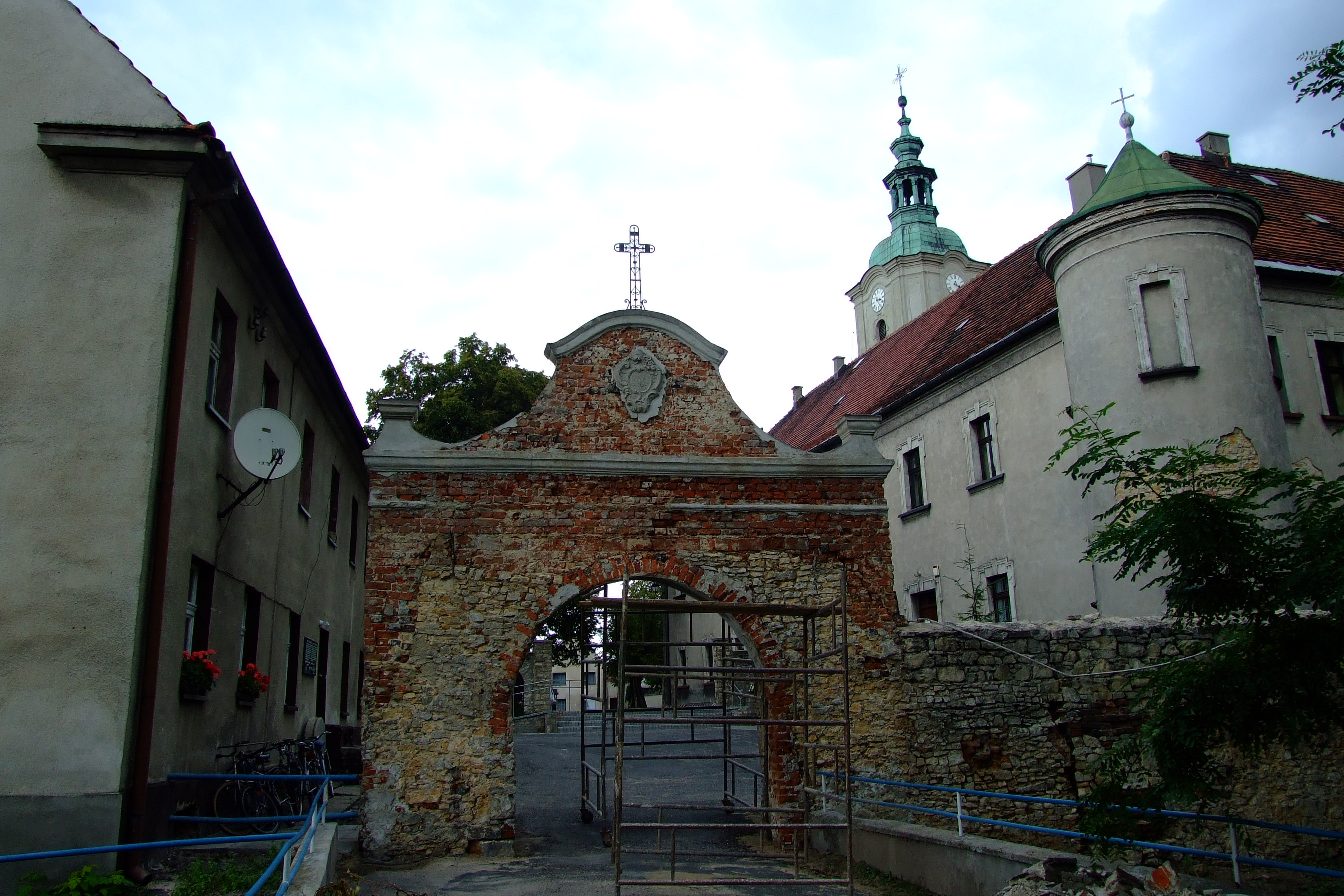
Brama klasztorna z kartuszem

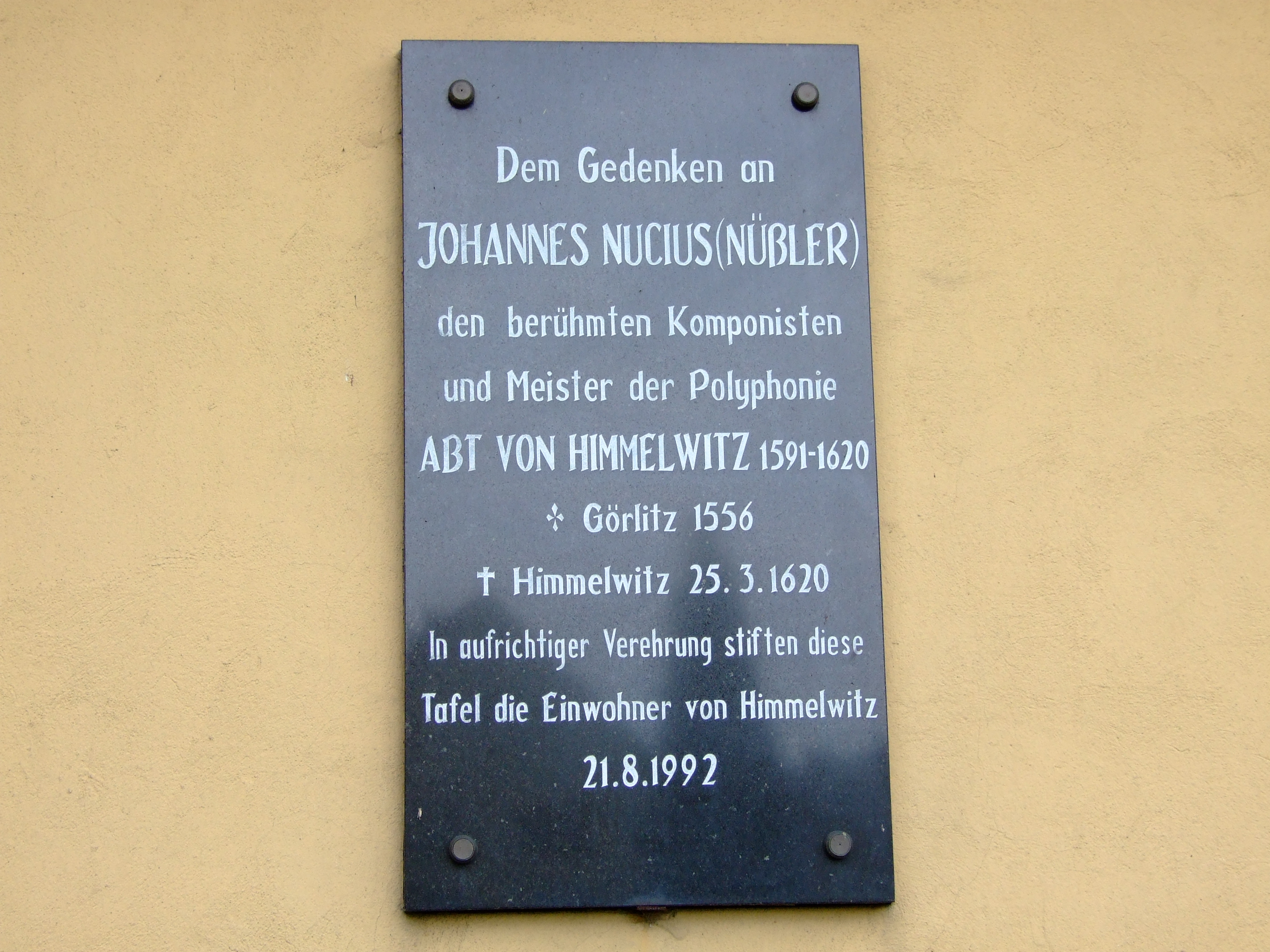
Tablica upamiętniająca opata Nuciusa na ścianie kościoła Wszystkich Świętych

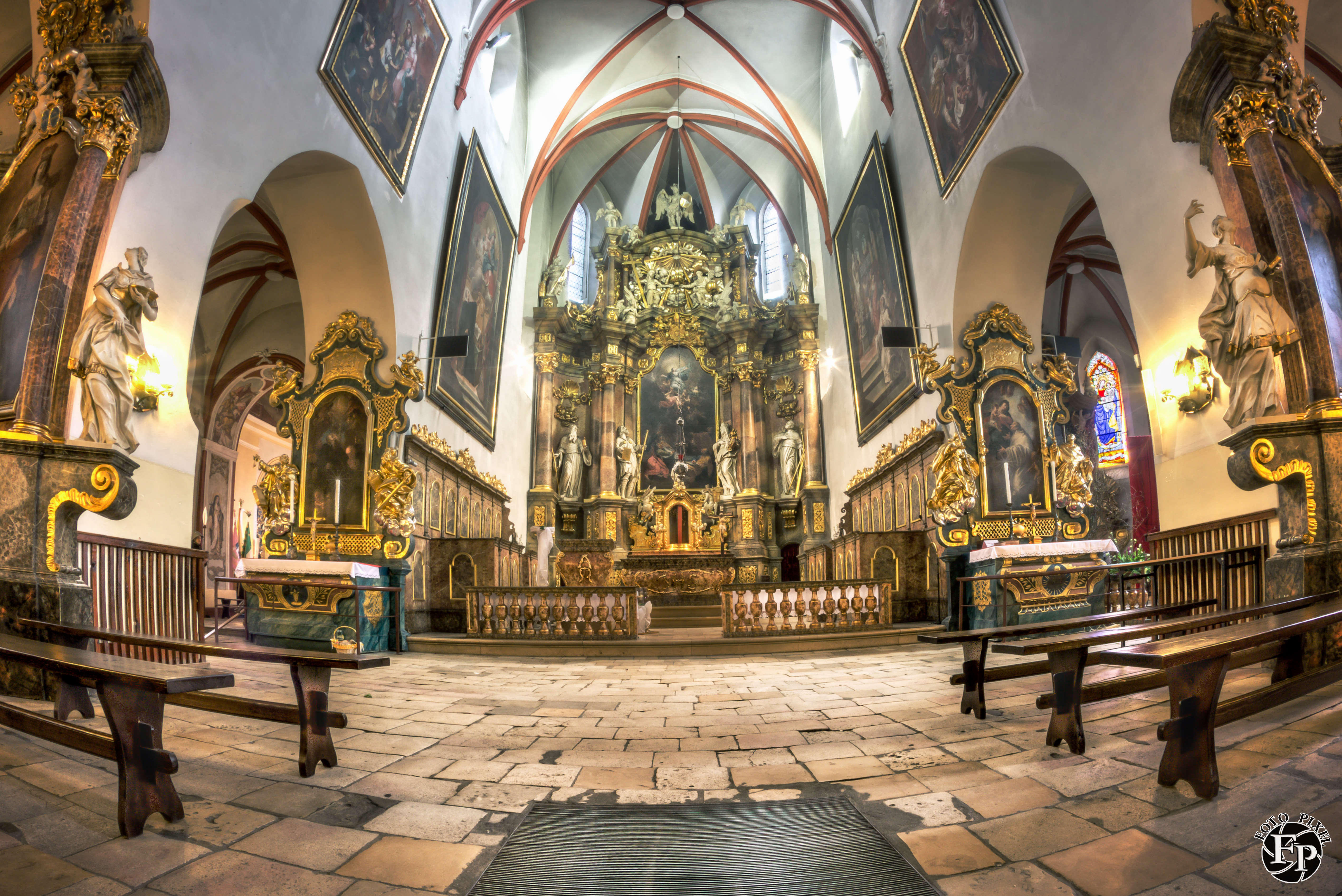

Opactwo Cystersów w Jemielnicy (niem. Kloster Himmelwitz) – dawne opactwo cystersów w Jemielnicy w województwie opolskim, w powiecie strzeleckim. Kościół klasztorny pod wezwaniem Wniebowzięcia Najświętszej Marii Panny, współcześnie pełni rolę świątyni parafialnej parafii w Jemielnicy.

## Historia

### Początki opactwa
Opactwo w Jemielnicy utworzone zostało w XIII w. Klasztor będący filią opactwa w Rudach ufundowany został przez Bolka I, księcia opolskiego, który ufundował drewniane pomieszczenia dla zakonników oraz przez jego syna, księcia strzeleckiego Alberta, fundatora murowanej świątyni i klasztoru. W herbie opactwa widnieją litery: MORS. Pierwsza wskazuje klasztor macierzysty, którym był francuski Morimond. Opactwo istniało już na pewno w 1289, kiedy to opat jemielnicki uczestniczył w zjeździe opatów w Lubiążu. Rycerz Poltek z Szybowic przekazał klasztorowi Otmęt wraz z patronatem kościoła Wniebowzięcia Najświętszej Maryi Panny, Gogolin, Kadłubiec i połowę Malni. Po śmierci Poltka ok. 1299, jego synowie Jaksa i Teodoryk odzyskali dobra, przez co po skardze zakonników do papieża Bonifacego VIII zostali obłożeni klątwą. Początkowo opactwo funkcjonowało przy kościele św. Jakuba (współcześnie kościół cmentarny Wszystkich Świętych). Na docelowe miejsce cystersi przenieśli się w pierwszej połowie XIV wieku, kiedy to rozpoczęto budowę trzynawowej świątyni pod wezwaniem Wniebowzięcia Najświętszej Marii Panny. W tym czasie w klasztorze przebywało około 20 mnichów, którzy utrzymywali się z dzierżawy przyklasztornych gruntów, prowadzili uprawy roślin zbożowych, młynarstwo oraz gospodarkę rybacką i pszczelarstwo. Uposażenie klasztoru było stosunkowo skromne, a opactwo było najuboższym ze wszystkich opactw na Śląsku.
W dokumencie fundacyjnym książę strzelecki Albert użyczając zakonnikom atrybutów władzy sądowej wylicza dokładnie (szczegół po szczególe, wbrew zwyczajowi przyjętemu w dokumentach): "Klasztor posiadać będzie wszelką władzę i możność sądu, jako to: wieszania, ścinania, kaleczenia, odcinania różnych członków, pozbawiania światła oczu, grzebania żywcem, sądów bożych na miecze, na kije, oraz wszelkich innych rodzajów tortur".

### Znaczenie klasztoru
Klasztor, mimo skromnej pozycji finansowej odgrywał znaczną rolę polityczną na Śląsku. Tutaj prawdopodobnie pochowano księcia Alberta wraz z małżonką. Przy klasztorze powstała znacznych rozmiarów biblioteka (zbiory biblioteczne nie zachowały się jednak do czasów współczesnych). Od połowy XVII wieku opaci jemielniccy posługiwali się insygniami biskupimi tj. mitrą, pastorałem i pierścieniem. Było z nim związanych również dwóch znakomitych kompozytorów muzyki barokowej Johannes Nucius, będący jednocześnie opatem klasztoru oraz Ludwik Bergel.
Klasztor był znanym ośrodkiem pielgrzymkowym. Przybywali tu pątnicy z różnych odległych miejsc, między innymi Poznania, Warszawy, Lublina i Ołomuńca. W 1638 w klasztorze przebywała część świty króla Władysława IV. W 1648 gościł w nim Karol, książę szwedzki, późniejszy król.
W budynku obok kościoła mnisi prowadzili szkołę elementarną, a od XVIII wieku gimnazjum. Przy klasztorze funkcjonowało od 1675 bractwo św. Józefa zatwierdzone przez papieża Klemensa IX. Bractwo skupiało ludzi modlących się o dobrą śmierć. Jego celem było także ożywienie wiary chrześcijańskiej.

### Pożary i dewastacje
Pierwszą klęską klasztoru były wojny husyckie. Szczególnie dotkliwe straty przyniósł rok 1428, kiedy wojska husyckie, przechodząc przez wieś splądrowały i spaliły dobra klasztorne. Klasztor udało się odbudować. Niestety w 1617 padł on ofiarą potężnego pożaru, jaki nawiedził Jemielnicę. Okresem najtrudniejszym w dziejach opactwa była jednak wojna trzydziestoletnia. W 1627 wojska Mansfelda zniszczyły i spaliły nie tylko kościół i zabudowania klasztorne, ale także zdewastowały jazy i groble klasztornych stawów. Za każdym razem, dzięki staraniom mnichów, ale i mieszkańców wsi klasztor przywracany był jednak do życia.
Znaczące straty opactwo poniosło również w wyniku pożaru z 1733. Opactwo liczyło wówczas 17 mnichów. Zniszczeniu uległy obydwa kościoły, klasztor a także znaczna część wsi. Ofiarność mieszkańców, a także pomoc sąsiednich opactw śląskich pozwoliła na odbudowę, a nawet przebudowę klasztoru. Prace prowadzone były pod kierunkiem znanego architekta Georga Friedricha Gansa. Wygląd jaki wówczas uzyskały kościół i klasztor z niewielkimi zmianami dotrwał do czasów współczesnych.

### Sekularyzacja i dzieje współczesne
Kres działalności opactwa, podobnie jak większości opactw cysterskich przypadł na rok 1810. Król pruski likwidując klasztor przejął cały jego majątek, który oszacowano na 137 tysięcy talarów. Ostatni opat jemielnicki Eugen Staniczka w księdze metrykalnej pod datą 24 listopada 1810 zanotował: "O godzinie czwartej po południu UMARŁ KLASZTOR". Cystersi nie powrócili już nigdy do Jemielnicy.
W 1812 kościół klasztorny został przekazany parafii, stając się głównym kościołem parafialnym, a dotychczasowy kościół parafialny pod wezwaniem Wszystkich Świętych został kościołem cmentarnym. Pierwszym proboszczem został dotychczasowy opat Eugen Staniczka. W następnym roku w klasztorze założono lazaret dla rannych i chorych żołnierzy francuskich uczestniczących w wyprawie Napoleona na Moskwę. Jednym z wyleczonych był według legendy Włoch Franco Sarto, ojciec papieża Piusa X.
Dobra klasztorne po sekularyzacji sprzedane zostały ostatecznie rodzinie hrabiów strzeleckich. Od 1817 zwolniono chłopów z pańszczyzny, a ziemię przekazywano im stopniowo na własność. Stan ten utrzymał się do II wojny światowej.
Do czasów współczesnych zachował się kościół klasztorny oraz trzy skrzydła budynku klasztornego. Są one własnością parafii. Pozostałością klasztoru są również zabudowania gospodarcze, w tym młyn, spichlerz oraz zabudowania mieszkalne. Są one własnością Urzędu Gminy w Jemielnicy.

## Zabytki
Zespół klasztorny Cystersów jako cały kompleks wraz z kościołem i zabudowaniami klasztoru i budynkami gospodarczymi wpisany został do rejestru zabytków prowadzonego obecnie przez Narodowy Instytut Dziedzictwa pod 2011/74 z 29 kwietnia 1974. Kościół Wniebowzięcia Najświętszej Marii Panny wpisany jest do rejestru oddzielnie pod nr 128/54 z 20 września 1954. Pod tym samym numerem wpisano również:
- klasztor (obecnie plebania) z 1733,
- kaplicę w ogrodzeniu z XVIII w.,
- ogrodzenie z 2 bramkami,
- dom ze spichrzem,
- młyn z 1834,
- 2 mostki na rzece z XVIII w.

### Kościół klasztorny

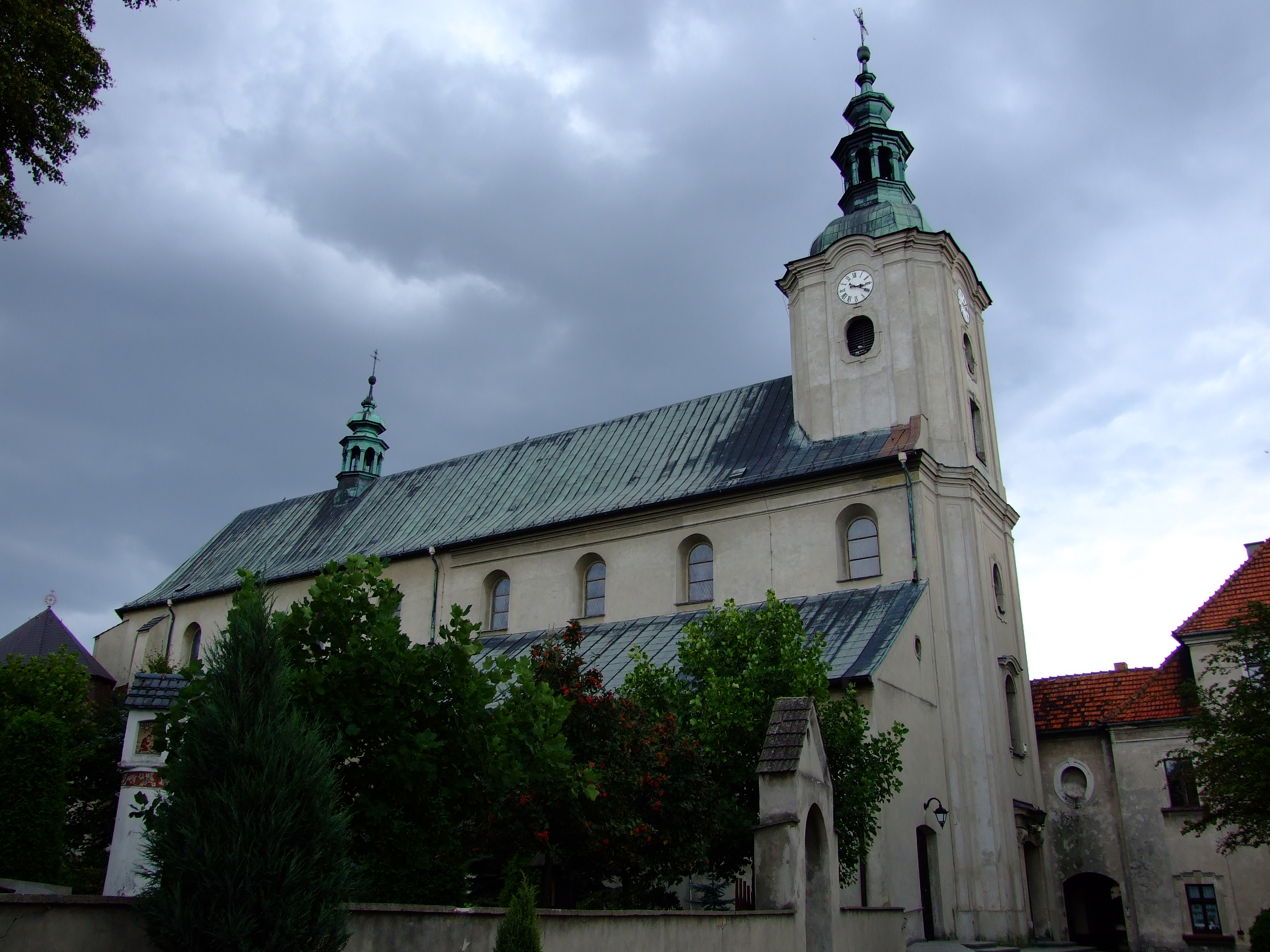
Kościół klasztorny Wniebowzięcia NMP

Obecny kościół poklasztorny pod wezwaniem Wniebowzięcia Najświętszej Marii Panny i św. Jakuba Większego jest wyjątkowym zabytkiem sztuki sakralnej, w szczególności okresu baroku. Obecny kościół, trójnawowy, wybudowany został w latach 1300–1328, niszczony, kilkakrotnie odbudowywany, po roku 1733 rozbudowany o dodatkowe przęsła i wieżową fasadę. Nawa główna kościoła ma 42 metry długości oraz 16 metrów wysokości. Wszystkie trzy nawy przykryte są sklepieniami krzyżowo-żebrowymi. Część kościoła od prezbiterium aż do ambony jest w stylu gotyckim, pozostała w stylu barokowym. Wystrój barokowy ma również kaplica św. Józefa. Wyposażenie kościoła w całości wykonano z drzewa lipowego. W kościele znajduje się aż 17 ołtarzy, z czego największy, dwukondygnacyjny ołtarz główny na podwyższonym cokole, wykonany w 1734 w warsztacie Michaela Kosslera w Niemodlinie. W ołtarzu umieszczony jest obraz Wniebowzięcia Najświętszej Marii Panny autorstwa Georga Wilhelma Neunhertza, wnuka malarza Michała Willmana. W zwieńczeniu ołtarza umieszczono figury Archanioła Michała i aniołów. Spośród dwunastu ołtarzy bocznych, na uwagę zasługują dwa pierwsze umieszczone przy prezbiterium, wykonane około 1762-1763 r. przez pochodzącego z okolic Ratyzbony, lecz pracującego całe życie w Opawie Jana Jerzego Lehnerta (lub Lehnera). Również cztery inne ołtarze boczne w kościele są jego autorstwa. Wyposażenie świątyni uzupełniają drewniane polichromowane stalle umieszczone po obu stronach prezbiterium, bogato zdobiona ambona z 1769 oraz rokokowe organy, dzieło Jana Gotfryda Wilhelma Schefflera z Brzegu.
Jemielnicka świątynia jest bogato zdobiona dziełami sztuki malarskiej i rzeźbiarskiej. Najbardziej znaczące dzieła malarskie to sześć obrazów ilustrujących życie Marii z lat 1767–1768, Wizja św. Bernarda, obrazy Wszystkich Świętych, św. Jana Nepomucena, św. Szczepana i św. Anny z Matką Boską. Wśród obrazów znajdują się również dzieła samego słynnego mistrza Willmana, między innymi portret św. Jadwigi, przedstawionej jako piękna kobieta w wytwornej szacie oraz obrazy Drogi Krzyżowej w nawach bocznych. Ważnym zabytkiem sztuki rzeźbiarskiej jest rzeźba Chrystusa Ecce Homo dłuta Jana Melchiora Oesterreicha wykonana ok. 1740. Postać Chrystusa charakteryzuje spiralne ukształtowanie sylwetki, przywdzianej w mocno pofałdowaną szatę. Uwydatnienie napięcia mięśni odzwierciedla stan emocjonalny postaci. Równie cennym zabytkiem jest rzeźba św. Sebastiana z roku 1500, pochodząca prawdopodobnie z wrocławskiej pracowni uczniów Wita Stwosza. Inne rzeźby to św. Wojciech oraz Grupa Ukrzyżowania w przedsionku.
Bogato zdobiona jest kaplica św. Józefa dobudowana w miejscu wyburzonej absydy. Sklepienie kaplicy zdobi polichromia z 1756 wykonana przez Wolfa. Na polichromii w centralnej części przedstawiony został św. Józef w otoczeniu aniołów, a nad nimi Bóg Ojciec w obłokach. Dolne części polichromii przedstawiają osoby z różnych stanów, między innymi cystersów na tle klasztoru. W kaplicy znajduje się ołtarz główny z 1740 z obrazem św. Rodziny autorstwa Michała Willmana oraz rzeźby św. Jana Chrzciciela i św. Jana Ewangelisty.

### Zabudowania klasztorne
Zabudowania klasztorne zachowane do czasów współczesnych w formie trzech skrzydeł o prostej architekturze służą obecnie parafii w Jemielnicy. Początkowo klasztor wybudowany był w formie czworoboku z wewnętrznym dziedzińcem z krużgankami o wymiarach 18 × 14 i piętrowymi skrzydłami. Skrzydło wschodnie wyburzono już po kasacie klasztoru w 1834, pozostawiając jedynie krużganek z zakrystią oraz średniowieczne kamienne mury wraz z bramami.
Nieopodal klasztoru znajdują się zabytkowe zabudowania gospodarcze wzniesione za czasów opata Staniczki, wśród nich zabytkowy młyn. Między młynem a budynkiem klasztornym biegnie mur z kamienną bramą zwieńczony szczytem, w którym znajduje się rokokowy kartusz z herbem klasztoru.
Prof. Tadeusz Chrzanowski uznał kościół jemielnicki za jeden z najlepiej zachowanych obiektów zabytkowych w południowo-zachodniej Polsce. O założeniu cysterskim w Jemielnicy pisał: W Jemielnicy cenniejsze niż formy architektoniczne i zdobnicze kościoła jest zachowanie się owego zgrupowania budynków, gdzie obok klasztoru występują również młyn, spichlerz i inne zabudowania gospodarcze, a wszystko to położone nad stawem i dawnym kanałem młyńskim z jego starymi kamiennymi mostkami tworzy malowniczą całość.